# ピアプロキャラクターズのメディア展開
ピアプロキャラクターズのメディア展開は、クリプトン・フューチャー・メディアのピアプロキャラクターズ（初音ミク、鏡音リン・レン、巡音ルカ、MEIKO、KAITO）を起用した商業企画・作品の一覧記事である。
なお、本記事では「ピアプロキャラクターズ名義」、もしくは「複数のキャラクターが主役」の企画を取り扱う（鏡音リン・レンのカップリングは除く）。個別の主役企画に関しては下記のリンク先を参照のこと。

## 個別の主役企画
- 初音ミクのメディア展開
  - 初音ミクの関連イベント
  - 初音ミクを題材にしたゲーム作品
  - 初音ミクを題材にした書籍
  - 初音ミクの音楽コンテンツ
  - 雪ミク
  - 桜ミク
- 鏡音リン・レン#主役企画
- 巡音ルカ#主役企画
- MEIKO#主役企画
- KAITO#主役企画

## プロジェクト・企画
MK15th project
クリプトン社が主催するMEIKOとKAITOの15周年記念プロジェクト。「昨年15thを迎えたMEIKOと、来年15thを迎えるKAITOを盛大にお祝いしたい」「せっかくなら社員＆ファンのみんなで"ひとつの夢"を叶えたい」という両キャラクター好きのクリプトン社員たちが立ち上げた。メインビジュアルはixima。
2020年2月に札幌で行われた「SNOW MIKU 2020」のアトリウムステ―ジ内で発表され、クリプトン社を主な株主とするクラウドファンディングサイト『ACT NOW』で集めた支援金を使い、MEIKO & KAITOの等身大立像を作るプロジェクトとしてスタート。支援金は2499万円にのぼった（目標金額の833%）。さらにフリューより本企画の1/7スケールフィギュアも発売された。
最終的に支援者のアンケート結果から「MEIKO＆KAITO オンラインコンサート」が制作され、2024年2月に初音ミク公式YouTubeチャンネルで無料配信（無期限で公開）という形で実施。コンサートの制作費はクラファンの超過分を活用したという。

## IPコラボ
キラキラ☆プリキュアアラモード
朝日放送・テレビ朝日系列のテレビアニメ『キラキラ☆プリキュアアラモード』と、2017年で10周年となった「初音ミク」「鏡音リン・レン」とのコラボレーションとして、互いのコスチュームを交換したイラストを用いたグッズを札幌パルコでの出張店舗を含むプリキュアシリーズ公式ショップ「プリティストア」で販売する。
アイドルマスター シャイニーカラーズ
アニメイトの企画「アイドルマスター×ピアプロキャラクターズフェア」において初音ミク、鏡音リン、巡音ルカ、三峰結華、芹沢あさひ、桑山千雪が起用され、2022年3月5日 - 3月21日まで全国アニメイト・アニメイト通販で両IPの関連グッズを購入するとオリジナルイラストを使用した特典が手に入る。
サンリオキャラクター
以前より初音ミク（及び雪ミク）、プロジェクトセカイとコラボしていたが、2024年6月にファミリーマートの一部店舗限定企画としてピアプロキャラクターズ名義でのコラボグッズの販売も行われた。対象は初音ミク×シナモロール、鏡音リン×ポムポムプリン、鏡音レン×バッドばつ丸、巡音ルカ×マイメロディ、MEIKO×ポチャッコ、KAITO×タキシードサム（ミク×シナモン以外は過去の企画と異なる組み合わせである）。
2025年5月には「ピアプロキャラクターズ×サンリオキャラクターズ POP-UP STORE」が実施され、第二弾グッズも発売（キャラの組み合わせは上記と同じ）。

## 模型

### ピアプロキャラクターズ名義（模型）
- グッドスマイルカンパニー
  - あかたんず
- タカラトミー
  - ポッピンスプリンクル
- プライム１スタジオ
  - Cutie1+
- マックスリミテッド
  - ふわコロりんスクイーズ

## 音楽CD

### 2008年 - 2014年（CD）
2000年代、および2010年から2014年のCD。
| タイトル                                      | クリエイター                                           | キャラクター                      | 初版発売日     | レーベル                                    |
| --------------------------------------------- | ------------------------------------------------------ | --------------------------------- | -------------- | ------------------------------------------- |
| ウタトラ                                      | t.Komine                                               | ミク、リン、レン                  | 2008年3月6日   | AKIBA RECORDS                               |
| new;Fable                                     | ave;new                                                | ミク、リン、レン、ルカ、KAITO     | 2009年4月17日  | ave;new                                     |
| ANIME HOUSE PROJECT 〜萌えselection vol.1〜   | オムニバス                                             | ミク、ルカ                        | 2010年1月27日  | メディアファクトリー                        |
| ボーカロイドは終末鳥の夢を見るか?             | sasakure.UK                                            | ミク、リン、ルカ、他              | 2010年3月3日   | JOINT RECORDS                               |
| magnet -favorites plus-                       | minato（流星P） feat. 初音ミク&巡音ルカ                | ミク、リン、レン、ルカ            | 2010年3月10日  | MOER                                        |
| VL-SCRAMBLE                                   | オムニバス                                             | ミク、リン                        | 2010年3月24日  | キングレコード                              |
| 四季彩の星                                    | ゆうゆ feat.初音ミク、鏡音リン・レン                   | ミク、リン、レン                  | 2010年9月15日  | 日本クラウン                                |
| VOCALOID LOVESONGS Girls Side                 | オムニバス                                             | ミク、リン、ルカ                  | 2010年9月22日  | MOER                                        |
| ぼーかろいど みんなのうた                     | オムニバス                                             | ミク、リン、レン、ルカ            | 2010年12月22日 | MOER                                        |
| ニコニコ東方見聞録 原曲集                     | オムニバス                                             | ミク、リン、レン、ルカ、他        | 2011年1月5日   | BinaryMixx Records                          |
| 未来コココンピィ                              | オムニバス                                             | ミク、リン                        | 2011年1月26日  | ティー ワイ エンタテインメント              |
| Unplugged Stray                               | ジミーサムP                                            | ミク、ルカ、他                    | 2011年3月2日   | 5pb.Records                                 |
| VOCALO LOVERS                                 | オムニバス                                             | 全員                              | 2011年3月2日   | ドリーミュージック                          |
| VOCALO★POPS BEST                              | オムニバス                                             | ミク、リン、ルカ、KAITO           | 2011年3月9日   | avex trax                                   |
| カラフル×メロディ                             | ちーむMOER feat.初音ミク&鏡音リン                      | ミク、リン、ルカ、MEIKO           | 2011年3月9日   | MOER                                        |
| VOCALOID BEST from ニコニコ動画（あか）       | オムニバス                                             | ミク、リン、レン、ルカ、KAITO、他 | 2011年6月22日  | ソニー・ミュージックダイレクト              |
| VOCALOID BEST from ニコニコ動画（あお）       | オムニバス                                             | ミク、リン、レン、ルカ、KAITO、他 | 2011年6月22日  | ドワンゴ・ミュージックエンタテインメント    |
| ハートフルシーケンス                          | EasyPop                                                | ミク、ルカ、他                    | 2011年6月22日  | ドワンゴ・ミュージックエンタテインメント    |
| 機械の花ラボラトリ                            | kous                                                   | ミク、ルカ                        | 2011年6月22日  | UMAA                                        |
| WORLD MUSIC COVERS                            | ABC Project feat.巡音ルカ                              | ミク、ルカ                        | 2011年7月20日  | ワーナーミュージック・ジャパン              |
| THE VOCALOID produced by Yamaha               | オムニバス                                             | 全員、他                          | 2011年9月14日  | VOCALOID RECORDS                            |
| THE BEST OF Dios/シグナルP                    | Dios/シグナルP                                         | ミク、リン、レン、ルカ、KAITO、他 | 2011年9月21日  | EXIT TUNES                                  |
| VOCALOID民族調曲集                            | オムニバス                                             | ミク、リン、レン、ルカ、KAITO、他 | 2011年9月28日  | ビクターエンタテインメント                  |
| universe                                      | オムニバス                                             | ミク、リン、ルカ、他              | 2011年10月5日  | BinaryMixx Records                          |
| V love 25〜Aperios〜                          | オムニバス                                             | ミク、リン、レン、ルカ、他        | 2011年11月16日 | BinaryMixx Records                          |
| Noel-Loid                                     | オムニバス                                             | ミク、リン、レン、ルカ            | 2011年11月18日 | U-Rythmix records                           |
| アゴア ゴー ゴー ゴー                         | アゴアニキ                                             | ミク、リン、レン                  | 2011年12月14日 | BALLOOM                                     |
| THE BEST OF otetsu                            | otetsu feat.巡音ルカ・神威がくぽ・初音ミク・GUMI       | ミク、ルカ、他                    | 2012年1月11日  | EXIT TUNES                                  |
| VOCALO APPEND                                 | オムニバス                                             | ミク、リン、レン、ルカ、他        | 2012年1月11日  | FARM RECORDS                                |
| EXIT TUNES PRESENTS Vocalodream feat.初音ミク | オムニバス                                             | 全員、他                          | 2012年1月18日  | EXIT TUNES                                  |
| electric love                                 | 八王子P                                                | ミク、ルカ、他                    | 2012年2月1日   | ソニー・ミュージックダイレクト（SMDR）      |
| ボカロダンス〜ベスト・アゲ!トラックス〜       | オムニバス                                             | ミク、リン、レン、ルカ            | 2012年2月29日  | EMIミュージックジャパン                     |
| V love 25〜Brave Heart〜                      | オムニバス                                             | 全員、他                          | 2012年3月14日  | BinaryMixx Records                          |
| ボカ☆フレ！-VOCALOID™ FRESHMEN-               | オムニバス                                             | ミク、リン、ルカ、他              | 2012年3月14日  | VOCALOID RECORDS                            |
| 小室哲哉 meets VOCALOID                       | オムニバス                                             | ミク、リン、レン、ルカ            | 2012年3月28日  | avex trax                                   |
| 幻実アイソーポス                              | sasakure.UK                                            | ミク、リン、ルカ                  | 2012年4月11日  | UMAA                                        |
| 花楽里漫葉集                                  | オムニバス                                             | 全員、他                          | 2012年4月25日  | HPQ                                         |
| 坊歌ろいど 〜火の巻〜                         | オムニバス                                             | ミク、リン、ルカ、他              | 2012年4月27日  | U-Rythmix records                           |
| 世迷言ユニバース                              | ゆうゆ                                                 | ミク、リン、他                    | 2012年5月23日  | 日本クラウン                                |
| V love 25 cantabile                           | オムニバス                                             | 全員、他                          | 2012年6月13日  | BinaryMixx Records                          |
| from Neverland Best of Nem                    | Nem feat. 初音ミク、GUMI、鏡音レン                     | ミク、リン、レン                  | 2012年6月20日  | EXIT TUNES                                  |
| Casino!                                       | ゆちゃP feat.初音ミク・GUMI・巡音ルカ・鏡音リン        | ミク、リン、ルカ、他              | 2012年6月20日  | EXIT TUNES                                  |
| VOCALOUD 00                                   | オムニバス                                             | ミク、リン、ルカ                  | 2012年6月27日  | ヤマハミュージックコミュニケーションズ      |
| 坊歌ろいど 〜水の巻〜                         | オムニバス                                             | ミク、リン                        | 2012年7月6日   | U-Rythmix records                           |
| 電脳旅団-サイバーブリゲイド-                  | PolyphonicBranch                                       | ミク、リン、レン、ルカ、他        | 2012年9月5日   | BinaryMixx Records                          |
| V love 25〜Desire〜                           | オムニバス                                             | 全員、他                          | 2012年9月19日  | BinaryMixx Records                          |
| Story of Hope                                 | ゆよゆっぺ                                             | ミク、ルカ                        | 2012年9月26日  | VOCALOID RECORDS                            |
| 増殖気味 X≒MULTIPLIES                         | HMOとかの中の人。(PAw Laboratory.)                     | ミク、リン、レン、ルカ、他        | 2012年12月19日 | U.M.A.A                                     |
| POP★sTAR the VOCALOID                         | オムニバス                                             | ミク、リン、レン、ルカ、他        | 2012年12月19日 | VOCALOID RECORDS                            |
| Noel-Loid2                                    | オムニバス                                             | ミク、レン、他                    | 2012年12月21日 | U-Rythmix records                           |
| V Love 25 〜Exclamation〜                     | オムニバス                                             | 全員、他                          | 2013年1月9日   | BinaryMixx Records                          |
| 天響ノ和樂                                    | オムニバス                                             | ミク、リン、レン、ルカ、他        | 2013年1月23日  | VOCALOID RECORDS                            |
| vocantabile 〜storia〜                        | オムニバス                                             | ミク、リン、レン、ルカ            | 2013年1月30日  | TEAM Entertainment                          |
| V Love 25 〜Fortune〜                         | オムニバス                                             | 全員、他                          | 2013年4月24日  | BinaryMixx Records                          |
| 突然段ボロイド                                | 突然段ボール                                           | ミク、ルカ、他                    | 2013年5月8日   | U-Rythmix records                           |
| Reboot                                        | ジミーサムP feat.初音ミク、巡音ルカ                    | ミク、ルカ                        | 2013年5月15日  | EXIT TUNES                                  |
| トラボティック・シンフォニー                  | トラボルタ feat.初音ミク、鏡音リン、鏡音レン、巡音ルカ | ミク、リン、レン、ルカ            | 2013年6月5日   | EXIT TUNES                                  |
| VOCALOID超BEST -memories-                     | オムニバス                                             | 全員、他                          | 2013年10月2日  | SMDR                                        |
| VOCALOID超BEST -impacts-                      | オムニバス                                             | 全員、他                          | 2013年10月2日  | ドワンゴ・ユーザーエンタテインメント（due） |
| V love 25 〜Aperios〜                         | オムニバス                                             | ミク、リン、レン、ルカ、他        | 2013年10月2日  | BinaryMixx Records                          |
| ViViD WAVE                                    | オムニバス                                             | ミク、リン、レン、ルカ、他        | 2013年7月17日  | TOY'S FACTORY                               |
| ぎがばなな ざ べすと USUSHIO味                | ギガP,おればなな                                       | ミク、リン、レン、ルカ、他        | 2013年7月24日  | due                                         |
| 悪巫山戯                                      | 鬱P                                                    | ミク、リン、他                    | 2013年8月7日   | due                                         |

## 書籍

### 漫画
ACUTE（原作：黒うさP/WhiteFlame、漫画：あさひな栞、出版：KADOKAWA/富士見書房）
黒うさPが初音ミク・巡音ルカ・KAITOを用いて発表された楽曲「ACUTE」を元にした小説。漫画はKADOKAWA/富士見書房の『ミルフィ』で2013年10月から連載。同名曲は小説にもなっているが、漫画のノベライズではない。
いーあるふぁんくらぶ（原案：みきとP、漫画：黒渕かしこ、監修：ヨリ（横槍メンゴ）、出版：一迅社）
みきとPがMegpoid・鏡音リンを用いて発表された曲「いーあるふぁんくらぶ」の漫画・小説。ピアプロキャラクターズから鏡音リンの他、Megpoidをモデルにしたキャラクターが登場する。漫画は「月刊ComicREX」で2013年10月号から連載、原案・イラスト（漫画）・監修が同じで御門智の著による小説も2014年5月に発売。
嗚呼、素晴らしきニャン生（著：Nem、出版：一迅社）
NemがMegpoid・鏡音レンを用いて発表した楽曲「嗚呼、素晴らしきニャン生」の小説。ピアプロキャラクターズから鏡音レンの他、Megpoidをモデルにしたキャラクターが登場する。2015年3月発売。
恋色病棟 OSTER project コミックコレクション（原曲：OSTER project、作画：たま・NEGI・佐藤夕子・小杉繭、出版：KADOKAWA/アスキー・メディアワークス）
OSTER projectが初音ミクを用いて発表された楽曲「恋色病棟」「恋スルVOC@LOID」、鏡音リン・鏡音レンを用いて発表された楽曲「trick and treat」、鏡音リンを用いて発表した楽曲「狐ノ嫁入リ」のコミックセレクション。「恋色病棟」「trick and treat」が富士見書房の『ミルフィ』に、「狐ノ嫁入リ」「恋スルVOC@LOID」がアスキー・メディアワークスの『MIKU-Pack』に掲載された。2016年3月発売。

### 小説
「悪ノ娘」シリーズ・「悪ノ大罪」シリーズ（作：悪ノP（mothy）、出版：PHP研究所）
mothy_悪ノPが手掛ける七つの大罪をモチーフにした「悪ノ大罪シリーズ」の各楽曲を原作として、ボカロ小説の先駆ともされる。鏡音リンが用いられた楽曲「悪ノ娘」と鏡音レンが用いられた楽曲「悪ノ召使」を起点とした小説化のため、鏡音リン・レンが主軸に置かれるものの、小説においてもピアプロキャラクターズをモチーフとする人物は各作品に登場する。両シリーズを併せて2010年から2017年に発売され、全12巻。
なお、ピアプロキャラクターズの派生キャラクターである亞北ネル・弱音ハクをモチーフ元とした人物も登場する。
秘密警察（原作：ぶりる、著：石沢克宜、出版：PHP研究所）
ぶりるが初音ミクを用いて発表した楽曲「秘密警察」を元にした小説。2012年11月に発売。2作目が2014年1月に発売。
リンちゃんなう!（原案・著：sezu、監修：ガルナ（オワタP）、絵・漫画：田村ヒロ、出版：一迅社）
sezuが初音ミクと巡音ルカを用いて発表した楽曲「リンちゃんなう!」を元にした小説・漫画。鏡音リンを様々なシチュエーションで主人公が構う短編集。小説はオムニバスでSSsと題され（2013年3月発売）、漫画は同人誌をまとめたver.0（2013年3月発売）と、月刊ComicREXで2013年5月号から連載されver.3までの全3巻が刊行されたものとがある。
東京電脳探偵団（原作：Polyphonic Branch、著：石沢克宜、イラスト：MONO、出版：PHP研究所）
PolyphonicBranchが初音ミク等を用いて発表した楽曲「東京電脳探偵団」を元にした小説。2013年10月から2016年10月までに全2巻が発売。
誰でもいいから付き合いたい（原作：卓球少年、作画：夢乃ハルカ、出版：PHP研究所）
卓球少年が鏡音レンを用いて発表した楽曲「誰でもいいから付き合いたい」を元にした漫画。2014年4月発売。
ACUTE、ReAct（原作：黒うさP/WhiteFlame、著：雨宮ひとみ、出版：PHP研究所）
黒うさPが初音ミク・巡音ルカ・KAITOを用いて発表された楽曲「ACUTE」、初音ミク・鏡音リン・鏡音レンを用いて発表された楽曲「ReAct」がベース。「ACUTE」は小説より先に漫画になっているが、小説のコミカライズではない。PHP研究所より小説「ACUTE」が2014年6月発売、「ReAct」が2014年11月発売。
サンドリヨン（原作：Dios/シグナルP、原作・著：orange、著・高円玲音、出版：PHP研究所）
シグナルPとorangeが初音ミク・KAITOを用いて発表した楽曲「サンドリヨン」を元にした小説。2014年7月発売。
Bad∞End∞Night（著：ひとしずくP、出版：一迅社）
ひとしずくPが初音ミク・鏡音リン・鏡音レン・巡音ルカ・KAITO・MEIKO、及び他社音声合成ソフトのGUMI・神威がくぽを用いて発表した楽曲「Bad ∞ End ∞ Night」を元にした小説。2014年11月上下巻同時発売。2014年12月より『ゼロサムオンライン』で漫画・Bad∞End∞Night〜インセイン・パーティー〜が連載され単行本が2015年6月より発売。
魔女 Witch Hunt（原作・著：リョータイ、原作：すずきP、出版：PHP研究所）
リョータイとすずきPが巡音ルカ・初音ミク・鏡音リン・鏡音レン及び他社音声合成ソフトの神威がくぽを用いて発表した楽曲「魔女」を元にした小説。2014年11月発売。
Alice in Musicland（原作：OSTER project、著：狐塚冬里、出版：PHP研究所）
OSTER projectが初音ミクAppend・鏡音リン・鏡音レン・巡音ルカ・KAITO・MEIKOを用いて発表された楽曲「Alice in Musicland」を元にした小説。2015年3月発売。
Music Wizard of OZ（原作：OSTER project、著：狐塚冬里、出版：PHP研究所）
OSTER projectが初音ミクAppend・KAITO V3・巡音ルカ・鏡音リンAppend・鏡音レンAppend・GUMI V3・MEIKOを用いて発表した楽曲「Music Wizard of OZ」を元にした小説。2016年11月に発売。